# Ли Вэньлян
Ли Вэньля́н (кит. 李文亮, пиньинь Lǐ Wénliàng; 12 октября 1985, Бэйчжэнь — 7 февраля 2020, Ухань) — китайский врач, первым сообщивший о вспышке коронавируса COVID-19.

## Биография
Родился 12 октября 1985 года в уезде Бэйчжэнь в семье маньчжуров. В 2011 году окончил Уханьский университет по медицинской специальности офтальмолог. На протяжении трёх лет работал в Сямыне, затем вернулся в Ухань как офтальмолог центральной больницы. На втором курсе университета вступил в Коммунистическую партию Китая.
Ли был женат, у него был один ребёнок. Его жена, также офтальмолог, была беременна вторым ребёнком, когда Ли умер.

## Ли Вэньлян и коронавирус
30 декабря 2019 года Ли Вэньлян первым сообщил о новом вирусе, аналогичном вирусу SARS, в частной беседе выпускников медицинского факультета Уханьского университета в чате WeChat, попросив собеседников не распространять эту новость. Он, в частности, сказал, что на рынке морепродуктов зафиксировано семь случаев SARS, а также приложил информацию о пациенте. Однако скриншоты из этого чата попали в соцсети и привлекли внимание. Администрация больницы провела с ним беседу, обвинив в утечке информации.
3 января Ли Вэньлян был вызван в полицию и строго предупреждён о недопустимости распространения слухов о семи случаях SARS на рынке.

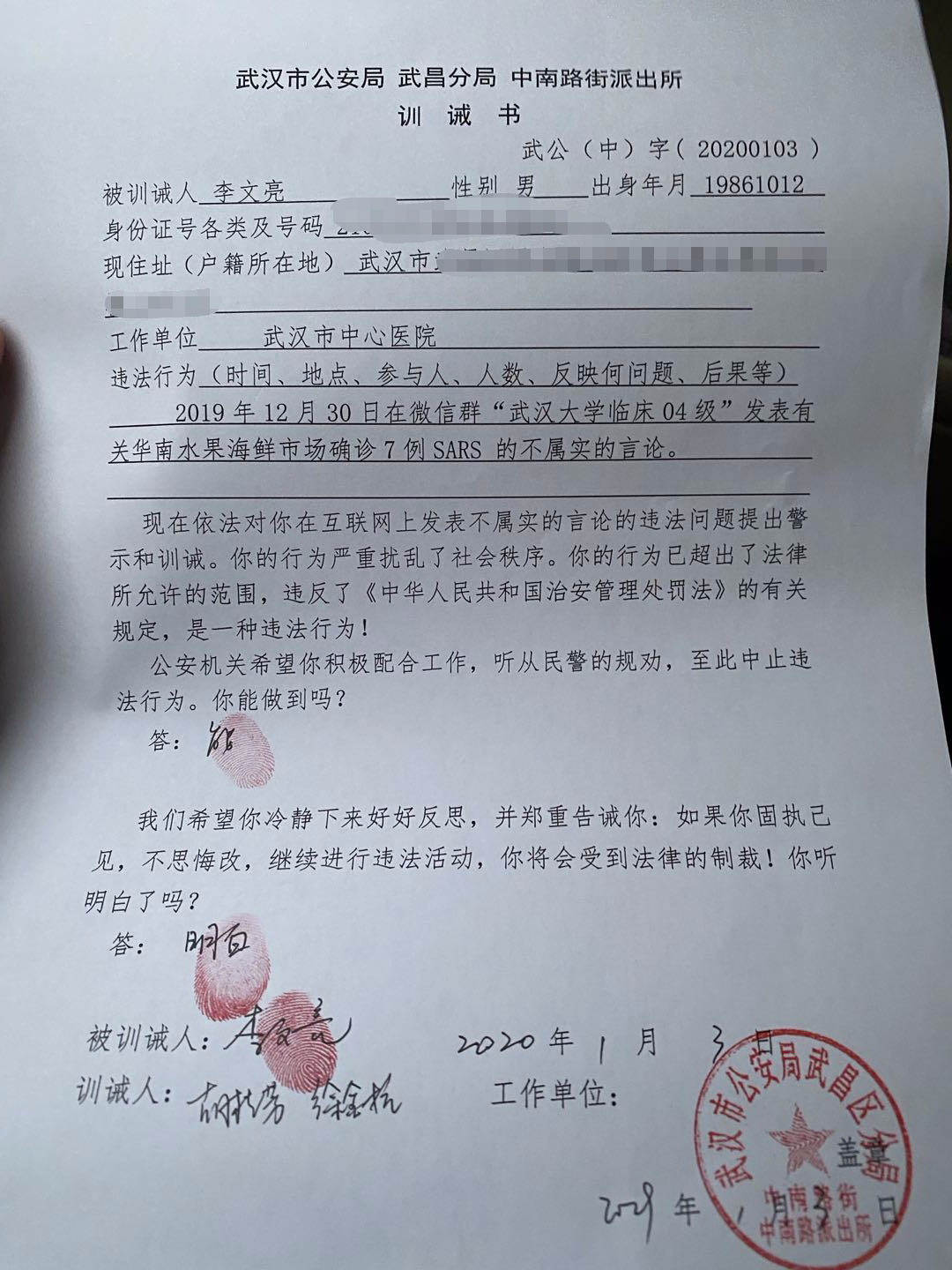
Расписка Ли Вэньляна о том, что он предупреждён о недопустимости распространения ложных слухов, взятая полицией Уханя

28 января Верховный народный суд КНР выразил мнение, что хотя формально предупреждение полиции о недопустимости слухов из-за семи случаев SARS было верным (это действительно был не SARS, а новый вирус), однако полиции следует учитывать отсутствие злого умысла и вреда. В данном случае, посчитал суд, информация от Ли Вэньляна, напротив, могла принести пользу общественности, если бы люди стали раньше носить маски и избегать посещение рынка.

## Смерть
Вернувшись к работе, врач продолжил приём пациентов, включая инфицированных. 10 января у Ли Вэньляна появились симптомы вирусной инфекции. 12 января он был госпитализирован, однако из-за нехватки диагностических тестов для нового вируса его диагноз был подтверждён лишь 1 февраля. 5 февраля его состояние резко ухудшилось, и на следующий день начали поступать сообщения о его смерти, в которых временем смерти называлось 7 утра. Исполнительный директор ВОЗ Майк Райан выразил соболезнования в связи со смертью Ли Вэньляна, заявив: «Мы все должны отдать должное работе, которую он делал». В течение 6 февраля в китайских СМИ публиковалась противоречивая информация по поводу состояния Ли Вэньляна: сообщалось, в частности, что остановка сердца произошла в 21.30 6 февраля, и после этого Ли Вэньлян ещё некоторое время продолжал находиться в отделении интенсивной терапии, где медики пытались его реанимировать. По окончательной информации медик скончался в 3 часа ночи 7 февраля. К этому времени уже многие общественные лица и пользователи соцсетей выразили своё соболезнование.
19 марта полиция принесла извинения семье Ли и отменила предупреждение.
В апреле 2020 года власти присвоили Ли Вэньляну статус «мученика» (кит. 烈士) — высшее почётное звание, присуждаемое Коммунистической партией Китая гражданам, героически погибшим на службе стране и народу.